# Jiu Jitsu (Film)
Jiu Jitsu ist ein US-amerikanischer Martial-Arts-Fantasyfilm vom Regisseur Dimitri Logothetis. In den Hauptrollen sind Alain Moussi, Frank Grillo, JuJu Chan, Tony Jaa und Nicolas Cage zu sehen. Der Film kostete 25 Millionen US-Dollar und spielte 99.924 US-Dollar wieder ein.

## Handlung
Um die Erde zu schützen, veranstalten die Menschen alle 6 Jahre einen Kampf mit Aliens. Über tausend Jahre haben die Menschen gegen die Aliens gewonnen. Der Auserwählte Jake Barnes bricht den Kampf gegen den Alien Brax freiwillig ab, da er schwerverletzt ist. Jake wird von einer Gruppe von Jiu Jitsu-Kämpfer gerettet und erholt sich schnell. Die Gruppe besteht aus den Kämpfern Keung, Wylie, Harrigan und Carmen. Das Jiu Jitsu-Team verbündet sich mit Jake und sie können die übermächtigen Außerirdischen endgültig in die Flucht schlagen.

## Produktion
Im März 2019 wurde bekannt gegeben, dass Cage und Alain Moussi für den Film gecastet wurden.
Die Dreharbeiten fanden im Juni 2019 in Zypern und in Myanmar statt.

## Veröffentlichung
Jiu Jitsu wurde am 20. November 2020 von The Avenue Entertainment veröffentlicht. An seinem Debütwochenende war der Film der achthäufigste ausgeliehene Titel bei Apple TV und der neunthäufigste bei FandangoNow.

## Synchronisation
Die deutschsprachige Synchronisation entstand im Auftrag von Think Global Media GmbH in Berlin unter Dialogbuch und-regie von Heinz Burghardt.
| Rolle        | Darsteller         | Synchronsprecher |
| Jake Barnes  | Alain Moussi       | Peter Flechtner  |
| Wylie        | Nicolas Cage       | Martin Keßler    |
| Harrigan     | Frank Grillo       | Johannes Berenz  |
| Captain Sand | Rick Yune          | Michael Deffert  |
| Keung        | Tony Jaa           | Sascha Werginz   |
| Carmen       | Juju Chan          | Eva Thärichen    |
| Forbes       | Marrese Crump      | Felix Würgler    |
| Tex          | Eddie Steeples     | Asad Schwarz     |
| Myra         | Marie Avgeropoulos | Peggy Pollow     |

## Rezeption
Auf Rotten Tomatoes hat der Film eine Bewertung von 27 % basierend auf 44 Rezensionen mit einer durchschnittlichen Bewertung von 3,8/10. Bei Metacritic hat der Film eine Punktzahl von 28 von 100, basierend auf Rezensionen von 11 Kritikern.